# Isarn (inquisitore)
Isarn o Izarn (fl. XIII secolo) è stato un missionario domenicano, inquisitore e trovatore  occitano di cui abbiamo scarsissime notizie.
Già prima del 1292 egli scrisse un dialogo di 700 versi in occitano tra sé stesso e un immaginario vescovo cataro chiamato Sicart de Figueiras. La Novas del eretge ("Novella dell'eretico"), meglio nota come la "controversia di Izarn con un teologo albigese", è una lunga diatriba contro il catarismo e le sue dottrine dichiarate. Isarn è talvolta inesatto, ma la sua ignoranza, insieme a quella di molti cattolici, riguardo ai particolari del dogma cataro, deriva probabilmente dai raduni svolti in zone boschive che lui descrive. I catari, per poter pregare e leggere le scritture in lingua volgare, spesso andavano nei boschi per non essere notati, premunendosi di tenere segreti i loro incontri. 
Isarn forse pensava che i catari e i valdesi credessero entrambi in una qualche forma di manicheismo. Egli difende il matrimonio contro la verginità come suprema castità. È convinto inoltre che 
Alla fine del dialogo, il vescovo cataro è convertito. Isarn inizialmente ritrae l'eretico convertito come desideroso di tenere segreta la sua conversione in modo da poter facilmente insegnare ai suoi seguaci la vera fede, ma presto la descrizione del vescovo diventa una copia del suo stesso rabbioso cattolicesimo.